# Соба (город)
Соба — развалины древнего города средневековой Нубии в современном Судане. Город располагался на восточном берегу Голубого Нила, примерно в 22 километрах вверх по течению от его слияния с Белым Нилом у Хартума, недалеко от существующей деревни Соба-Шарк (по-арабски: шарк — "восток"). С IV по XVI век Соба была столицей государства Алва.
Ибн Селим Эль-Асвани описывал город большим и богатым, но он, вероятно, никогда не посещал его, и современные археологические исследования показывают, что это был город средних размеров для того периода. Построенный в основном из красного кирпича, заброшенный город был разграблен на строительные материалы для строительства Хартума в 1821 году. Рост пригородов теперь грозит развалинам.

## История

### Ранняя история

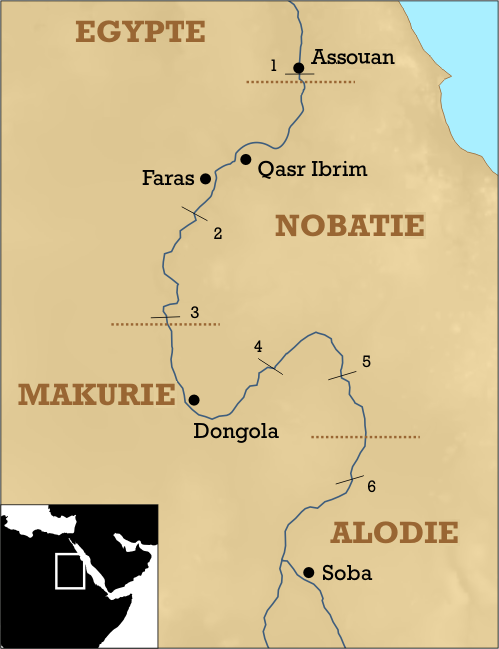
Соба на карте Нубии

Археологически значимых находок от мероитского периода почти нет, а следы XV века едва присутствуют. В 1821 году была обнаружена лишь небольшая сполия, с изображением барана длиной 1,5 метра, который символизировал древнеегипетское божество Амона и который мог появиться со II-го века н.э. из-за частично сохранившегося царского картуша. Согласно Уэлсби, обнаружение рельефа с изображением богини Хатхор и сфинкса на холме подтверждает тезис о мероитском происхождении. Раскопки находятся на площади около 2,75 км².
Самое старое здание сохранилось в период после падения мероитского государства и до того, как государство было обращено в христианство. Каменная пирамида могла быть раскопана с этого периода. Это, видимо, надгробный памятник, погребение которого невозможно найти.

### Христианский период

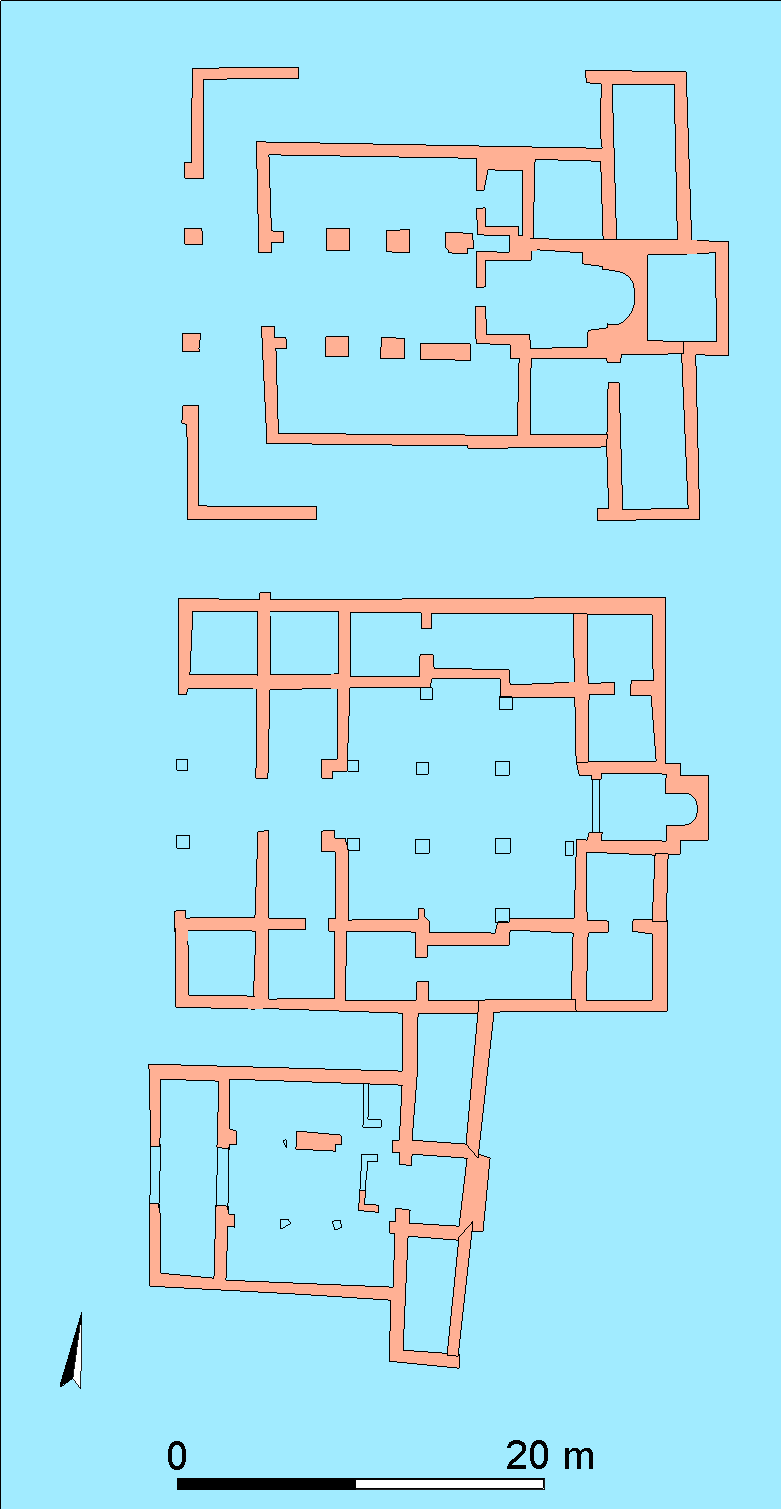
Церковный комплекс в Собе. Сверху вниз: церкви C, A и B. Все три были многоярусными базиликами с притвором на западе и апсидой на востоке.

Около 580 года город и государство были обращены в христианство. Самая старая церковь (церковь С на схеме), которая была единственной с гранитными колоннами, датируется этим периодом. В то время жилые здания состояли в основном из круглых деревянных хижин. Позже они были заменены прямоугольными из глины. Первое появление собваре (средневековая нубийская керамика, производимая только в Алве) характерна для этого времени.
К северу от церкви C находятся остатки кирпичных стен двух взаимосвязанных церквей A и B, размеры которых можно сравнить с самыми большими церковными зданиями в Старой Донголе и Фарасе. Церковь А можно разделить на три этапа. Из самой старой церкви сохранился только бочкообразный склеп. Фундамент пятинефной базилики с большим порталом на западе и входами с обеих сторон датируются второй фазой. На третьем этапе эти боковые входы были заложены кирпичом, а некоторые перегородки изменены. В области алтаря часть пола была выложена из неправильных мраморных плит. Церковь B была разграблена настолько сильно, что по фундаменту ее уже нельзя было узнать, была ли это базилика с пятью или тремя входами с боковыми пристройками. Между нефом (Naos) и алтарем (Haikal) был иконостас как у обычных православных церквей, первоначально кирпичный, а затем, как видно из отверстий в мраморном полу, сделанный из дерева. Пол в нефе состоял из рядов треугольных глиняных плит, которые попеременно ограничивались рядами прямоугольных плит.
Топографического преимущества, говорящего за основание столицы в этом месте, похоже, неизвестны, тем более что, по-видимому, никаких укреплений в то время не было. По всей территории города раскинулось около 100 плоских, высотой до двух метров земляных холмов, которые сегодня разделены несколькими водотоками, служащих для орошения окрестных полей. От города мало что осталось, кроме холмов, покрытых кустарником и частично обломками кирпича, некоторых фундаментов и нескольких выстроенных каменных колонн. Некоторые из холмов являются частично естественными возвышенностями и, вероятно, были застроены для защиты от периодических наводнений. В некоторых местах даже на равнинах между холмами, кажется, стояли простые хижины.
Можно выделить два типа поселковых холмов. С холмов, покрытых гравием, при раскопках были найдены строения из необожженного кирпича. 17-29 холмов покрыты кирпичными обломками и содержат остатки зданий из обожженного кирпича, причем они сохранились значительно хуже, так как были частыми мишенями для расхитителей каменей. Во время раскопок в зимние месяцы 1950-1952 и 1981-1983 годов несколько церквей были раскопаны по всей территории города. На одном из холмов были найдены остатки трех церквей, два других холма содержали остатки двух церквей в каждом. В центре города находились две большие церкви, небольшая церковь и большое жилое здание, которое, возможно, было царским дворцом или дворцом епископа.
Находки из раскопок свидетельствуют о процветании города. Были найдены импортные стаканы, исламская керамика и фрагменты китайского фарфора с IX по XII века, которые дают ключ к датировке слоев холма. Между глиняными фундаментами в полу здания D было обнаружено надгробие правителя Алвы Давида 1015 года.
Чигирь пришедший с севера из Мукурры использовался для полива полей, поля созданные в этом районе, были описаны путешественниками. В целом, однако, сложно понять структуру города, так как было проведено мало исследований.
Город произвел особое впечатление на нескольких арабских путешественников, которые приехали сюда. Ибн Селим рассказывает, что в Собе имеются красивые здания и большие монастыри, а также церкви, богато украшенные золотом и сады. Говорят, что там был пригород, где жили мусульмане. Также в X-м веке Соба была упомянута Аль-Масуди как «могучий город».

### Конец существования
В XIII веке появляются признаки упадка города. Некоторые из больших церквей использовались как дома. Две церкви, которые были раскопаны в 1982 и 1986 годах, вероятно, уже были в руинах в начале XIII-го века. Некоторые богатые могилы были разграблены в то время. В 1504 году город, как говорят, был завоёван Сеннаром. Городу уже неоднократно угрожали арабские племена из восточной пустыни и племена Фундж. Археологические данные свидетельствуют о том, что город был в руинах в 1500 году. Давид Рубени, путешествуя из Сеннара на север через Собу, в 1523 году нашёл лишь несколько жителей, которые жили в деревянных хижинах. В XVII веке и без того маленький городишко превратился в жалкую деревню, если и того не меньше.

## Исследования

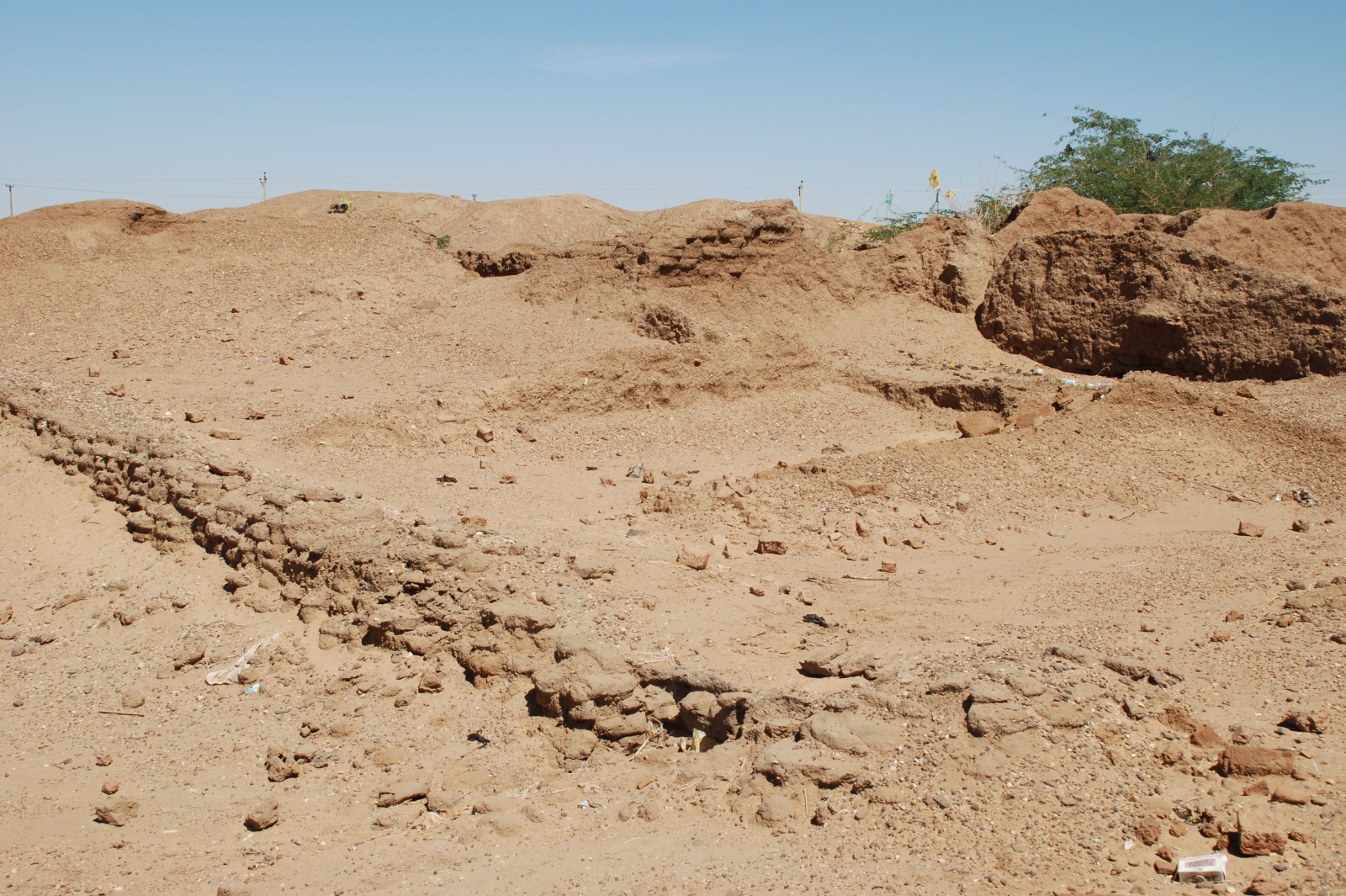
Остатки глинобитных кирпичных стен. На заднем плане громоздились кучи щебня высотой около двух метров.

Город был впервые описан в 1821 году французом Фредериком Кайо. Карл Рихард Лепсиус увидел в 1844 году надгробие с надписями с обеих сторон в старом нубийском стиле, датированное 897 годом, бронзовые сосуды с похожими буквами и некоторые классические статуэтки Венеры. В течение XIX-го века поступали сообщения о том, что это место служило каменоломней для Хартума. Первые раскопки были проведены в 1903 году по поручению Британского музея Уоллисом Баджем, который считал, что Соба была изначально мероитской, главным образом из-за найденного барана символизирующего Амона. Неясно, пришла ли эта фигура животного из мероитского храма в тот момент или была привезена сюда позже. Из-за открытия коптских крестов на каменных столбах и некоторых бронзовых крестов Бадж описал свои раскопки как остатки храма мероитов, который был превращен в церковь. Эта оценка была принята Фрэнсисом Ллевелином Гриффитом. В 1910 году здесь проводил свои исследования Сомерс Кларк, дальнейшие исследования были проведены в 1950-1952 годах Питером Шинни, который предпринял пробные раскопки церкви и еще трех холмов. Раскопки проводились с 1981 по 1992 год под руководством Дерека А. Велсби (Британский музей, Лондон).
После раскопок и документирования Уэлсбием поле, расположенное на окраине орошаемых полей, было брошено на произвол судьбы. Место раскопок усеяно осколками горшков и узнаваемы на расстоянии от 300 метров до одного километра от Нила. Находки были сделаны в районе 2500 метров с севера на юг и 1500 метров с востока на запад. Те же самые кирпичи, которые использовались, чтобы построить Собу, все еще валяются вдоль берегов Нила.